# Mikó András

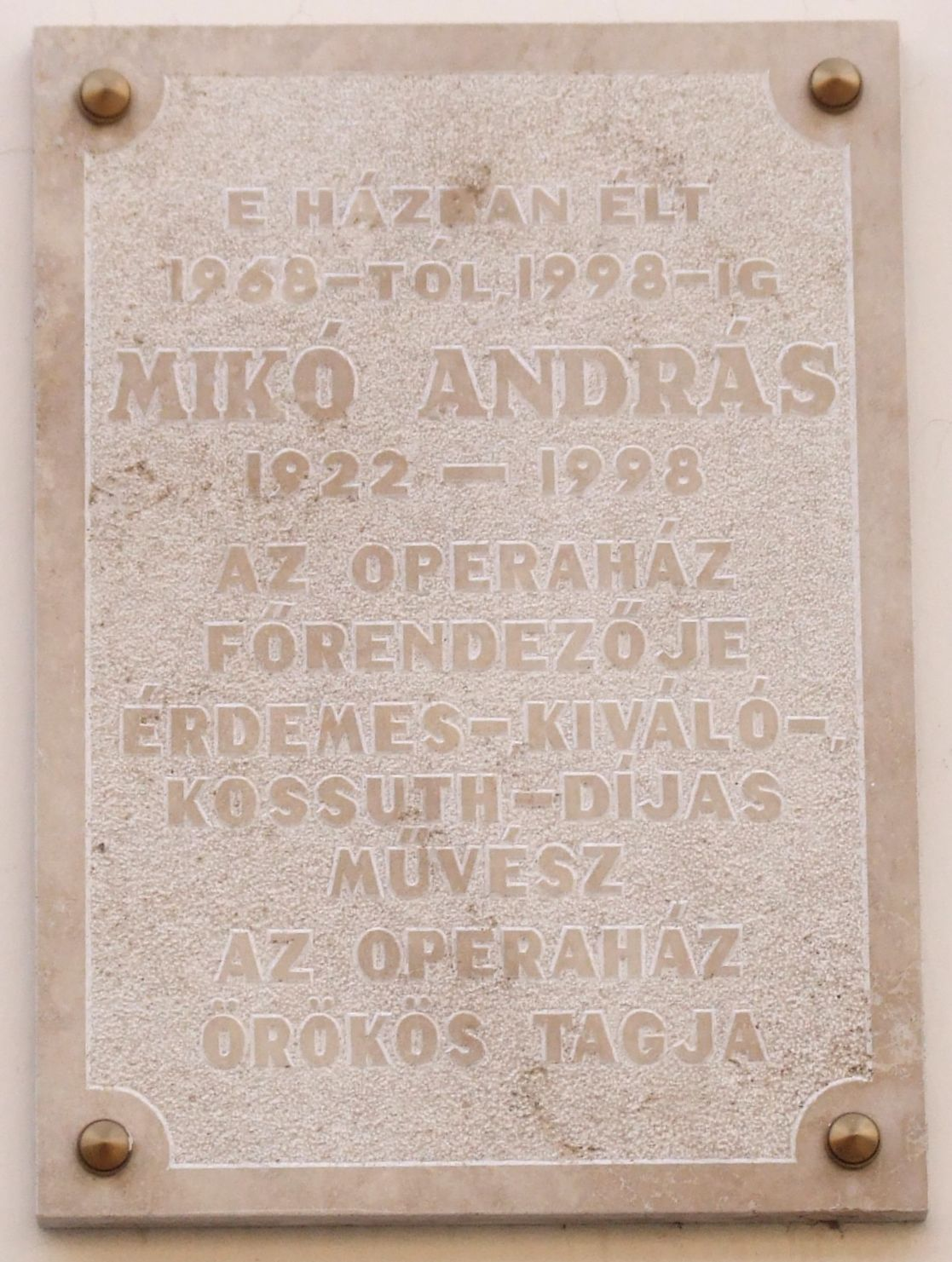

Mikó András (Budapest, 1922. június 30. – Budapest, 1998. december 17.) Kossuth-díjas magyar operarendező, főiskolai tanár.

## Életútja
Nádasdy Kálmán és Oláh Gusztáv tanítványa volt. 1946-ban került az Operaházhoz, ahol Otto Klemperer asszisztense, majd ügyelő és segédrendező lett. 1949-től rendező, 1963-1987 között pedig az Operaház főrendezője volt. 1950-től a Zeneakadémián színészmesterséget és -rendezést tanított. Rövid ideig (1951-52) az Operettszínházban is rendezett. Háromszor (1966,1968 és 1975) a Burgenlandi Ünnepi Heteken rendezett. A Szegedi Szabadtéri Játékok felújítása óta szinte minden évadban rendezett. Vendégszerepelt Európa számos színpadán. Számos kortárs magyar operát vitt színre: Kádár Kata, Az ajtón kívül, Együtt és egyedül, Vérnász, Hamlet, Bűn és bűnhődés, Mózes.
A Színházi adattárban regisztrált bemutatóinak száma: 152.

## Tévéfilmes rendezései (Zenés Tv Színház)
- Szokolay: Vérnász (1974)
- Gardelli: Az impresszárió (1978)
- Menotti: A telefon (1979)
- Puccini: A köpeny (1981)
- Székely–Vészi: Kőzene (1983)
- Bizet: Dzsamile (1988)

## Díjai
- Liszt Ferenc-díj (1963)
- Érdemes művész (1967)
- Kossuth-díj (1975)
- Kiváló művész (1987)